# Harper Kamp
Harper Kamp, (nacido el 3 de septiembre de 1988 en Mesa (Arizona)) es un exjugador de baloncesto estadounidense con pasaporte alemán. Con 2.03 de estatura, su puesto natural en la cancha era el de ala-pívot.

## Trayectoria
Formado en los California Golden Bears, tras no ser drafteado en 2012, debutaría como profesional en Grecia en las filas del Panelefsiniakos B.C., donde comenzaría la temporada para acabarla en las filas del KK Feni Industries macedonio.
En 2013, llegaría a las filas del BG 74 Göttingen para jugar durante 3 temporadas. Tras una temporada en el Eisbaren Bremerhaven (2016-2017), en noviembre de 2017, vuelve a las filas del BG 74 Göttingen.
En 2018, se marcha a Uruguay para jugar durante dos temporadas en el Club Malvín de la Liga Uruguaya de Básquetbol.
El 6 de julio de 2021, renueva su contrato con BG 74 Göttingen de la Basketball Bundesliga, por dos temporadas.